# Krebsförden
Krebsförden is een plaats in de Duitse gemeente Schwerin, deelstaat Mecklenburg-Voor-Pommeren, en telt 6109 inwoners (2007).